# Řetůvka
Řetůvka település Csehországban, az Ústí nad Orlicí-i járásban. Řetůvka Sloupnice, Hrádek, Řetová és Ústí nad Orlicí településekkel határos. Lakosainak száma 279 fő (2024. január 1.).

## Népesség
A település lakosságának változását az alábbi diagram mutatja:
| Lakosok száma | 606  | 644  | 535  | 400  | 324  | 271  | 275  | 285  | 244  | 279  |
|               | 1869 | 1900 | 1921 | 1961 | 1980 | 2011 | 2016 | 2019 | 2021 | 2024 |